# Тагот
Тагот — упразднённая деревня в Черемховском районе Иркутской области России. Входила в состав Черемховского муниципального образования. Исключена из учётных данных в 1998 году

## География
Располагалась на правом берегу пади Тоготская, в 3,5 км к северо-западу от деревни Муратова.

## История
По данным на 1926 год заимка Тогот состояла из 27 хозяйств. В административном отношении входил в состав Шадринского сельсовета Черемховского района Иркутского округа Сибирского края.
Позже за деревней закрепилось название Русские Тагот в отличие от образованной в близи бурятской деревни Братский Тагот.
Постановлением губернатора Иркутской области от 23 июля 1998 года № 494-п деревня исключена из учётных данных.

## Население
По данным переписи 1926 года на заимке проживало 166 человек (83 мужчины и 83 женщины), основное население — русские.